# نظرية التأثير الاجتماعي
قدم بيب لاتانيه في عام 1981 نظرية التأثير الاجتماعي «Social Impact Theory»، والتي تتكون من أربع قواعد أساسية، إذ تنظر للكيفية التي يمكن بها للأفراد أن يكونوا مصادر أو أهداف للتأثير الاجتماعي. يأتي التأثير الاجتماعي نتيجة القوى الاجتماعية بما في ذلك قوة مصدر التأثير، وفورية الحدث، وعدد المصادر التي تمارس التأثير. وكلما زاد وجود أهداف التأثير، كلما قل تأثير كل هدف على حدة.

## البحث الأصلي
يُعرَف التأثير الاجتماعي، وفقًا لعالم النفس بيب لاتانيه، باعتباره أي تأثير يحدث على مشاعر أو أفكار أو سلوك الفرد، والذي ينبع من حضور أو أفعال الآخرين الحقيقية أو الضمنية أو المتخيلة. يختلف تطبيق التأثير الاجتماعي بدءًا من نشر المسؤولية وحتى التسكع الاجتماعي أو الخوف من الصعود إلى خشبة المسرح أو التواصل المقنع. وطور لاتانيه في عام 1981 نظرية التأثير الاجتماعي مستخدمًا ثلاثة متغيرات أساسية:
- القوة (ق) وهي حصيلة كل العوامل الفردية التي تجعل الشخص مؤثرًا. وتشمل على العوامل المستقرة والمتغيرة وفقًا للحالة والعوامل الداخلية للشخص -الحجم والعقل والثروة- بالإضافة إلى العناصر المرتبطة بحالة خاصة والعناصر الديناميكية مثل الانتماء إلى نفس الجماعة.
- الفورية (ف) تأخذ في الحسبان مدى حداثة الواقعة التي تمت، وما إذا كان هناك عوامل متداخلة أخرى أم لا.
- عدد المصادر (ع) يشير إلى كمية مصادر التأثير.

طور لاتانيه من تلك المتغيرات، ثلاثة قوانين من خلال الصياغات –القوى الاجتماعية والسيكو-اجتماعية ومضاعفة أو قسمة التأثير.

## تطبيق نظرية التأثير الاجتماعي
تحدد نظرية التأثير الاجتماعي نتائج المتغيرات الاجتماعية -القوة والفورية وعدد المصادر- لكنها لا تفسر طبيعة تلك العمليات المؤثرة. هناك العديد من العوامل التي لم يأخذها الباحثون في الحسبان خلال تطبيق النظرية. فتؤثر مفاهيم مثل الإقناع الطرفي أو الثانوي، على الكيفية التي قد يكون بها أطراف التواصل أكثر مصداقية بالنسبة إلى بعض الأفراد وغير جديرين بالثقة بالنسبة إلى البعض الآخر. والمتغيرات ليست متسقة من فرد إلى آخر، فمن الممكن ربط القوة (ق) مع جاذبية ومصداقية المصدر، أو ربط الفورية (ف) مع التقارب الفيزيائي. ولذلك قُدمت أفكار في تطبيق نظرية التأثير الاجتماعي مثل فكرة الإقناع وفكرة المساندة؛ والإقناع هو القدرة على دفع شخص له موقف معارض إلى التغيير، والمساندة هي القدرة على مساعدة هؤلاء الذين يتفقون مع وجهة نظر شخص ما من أجل مقاومة تأثير الآخرين. إن احتمالية وقوع الفرد تحت التأثير والتغير في خاتمة المطاف، تمثل دالة مباشرة على القوة (الإقناع) والفورية وعدد المدافعين، وتمثل دالة عكسية مباشرة على القوة (المساندة) والفورية وعدد الأفراد المستهدفين.

## التطور اللاحق
تصف نظرية التأثير الاجتماعي في جانبها الديناميكي، كما قدمها بيب لاتانيه وزملاؤه، تأثير الأعضاء بين مجموعات الأغلبية ومجموعات الأقلية. تعمل النظرية بوصفها امتدادًا لنظرية التأثير الاجتماعي الأصلية (أي، يُحدد التأثير من خلال القوة والفورية وعدد المصادر الموجودة) طالما أنها تفسر الكيفية التي تتغير بها المجموعات وتتطور مع مرور الوقت بوصفها أنساق معقدة. وتُنظم المجموعات ويعاد تنظيمها بشكل دائم في أربعة أنماط أساسية: الدمج والتجمع والارتباط والتنوع المستمر. وتنسجم تلك الأنماط مع المجموعات، والتي تُوزَع مكانيًا وتتفاعل بشكل متكرر مع مرور الوقت.
1. 1/ الدمج: عندما يتفاعل الأفراد مع بعضهم البعض بشكل منتظم، تصبح أفعالهم وتوجهاتهم وآرائهم أكثر انتظامًا أو اطرادًا. وتميل الآراء التي يتبناها الأغلبية إلى الانتشار في كافة أنحاء المجموعة، بينما تتناقص الأقلية في الحجم. على سبيل المثال، سوف يطور الأشخاص الذين يعيشون معًا في نفس السكن الجامعي، توجهات متشابهة بشأن العديد من الموضوعات.
2. 2/ التجمع: يحدث عندما يتواصل أفراد المجموعة بشكل متكرر وكثير، كنتيجة للتقارب الكبير. وكما يشير قانون التأثير الاجتماعي، يكون الأفراد عرضة للوقوع تحت تأثير أعضاء المجموعة الأقرب إليهم، وبالتالي تظهر تجمعات من أعضاء المجموعة يعتنقون آراء متشابهة في المجموعة. وغالبًا ما يحتاج أعضاء مجموعة الأقلية إلى الحماية من تأثير الأغلبية بسبب التجمع. ولذلك يمكن أن يظهر مجموعات فرعية قد تمتلك أفكارًا متشابهة بالنسبة لبعضها العض، لكنها تتبنى معتقدات مختلفة عن كتلة الأغلبية.على سبيل المثال، يقنع الجيران الموجودون في شارع من شوارع الضاحية، الجيران الآخرين أن يشكلوا مجموعة للمراقبة المجتمعية.
3. 3/ الارتباط: تتقارب آراء أعضاء المجموعة الفردية مع مرور الوقت، حول العديد من الموضوعات (بما في ذلك موضوعات لم تناقش بشكل صريح من قبل)، وبالتالي تصبح آراؤهم مترابطة. على سبيل المثال، يجد الأفراد الموجودين في مجتمع تنفيذي (أي أعضاء مجلس الإدارة)، أنهم يوافقون على موضوعات ناقشوها خلال المؤتمر -مثل أفضل خطة مالية، لكنهم أيضًا يوافقون على موضوعات لم يناقشوها أبدًا: أفضل مطعم في المدينة لتناول الطعام.
4. 4/ التنوع المستمر: غالبًا ما يحتاج أعضاء الأقلية إلى الحماية من تأثير الأغلبية بسبب التجمع، كما ذُكر من قبل. ويظهر التنوع عندما تستطيع مجموعة الأقلية أن تقاوم تأثير الأغلبية وتتواصل مع أعضائهم. ومع ذلك إذا كانت الأغلبية كبيرة أو كان أعضاء الأقلية منفصلين فيزيائيًا عن بعضهم البعض، فإن ذلك التنوع يتناقص. على سبيل المثال، يجتمع أعضاء هيئة المحلفين المكونين من 10 أفراد، في قاعة الاجتماعات من أجل إصدار حكم نهائي (يجب أن يكون متفق عليه بالإجماع). ويختلف عضوين من هيئة المحلفين مع بقية الأعضاء الأغلبية، وبالتالي يؤجل القرار النهائي (التنوع المستمر).

## البحث المعاصر
حلل مولين في عام 1985 اثنين من العوامل التي ربطها لاتانيه بنظرية التأثير الاجتماعي. وأجرى مولين تحليلًا ما بعديًا، فحص فيه صلاحية قوة وفورية المصدر. وصُنِفَت الدراسات التي تم تحليلها، من خلال منهج القياس، مستخدمًا مع التقرير الذاتي في أحد الفئات، وقياسات السلوك في الفئة الأخرى. وأظهرت نتائج مولين أن قوة وفورية المصدر مدعومين فقط في الحالات التي يكون فيها الجهد مبلغ عنه ذاتيًا، وليس عندما يُقاس السلوك. وهكذا استخلص مولين أن قوة وفورية مصدر لاتانيه، كانت ضعيفة ومفتقرة إلى الاتساق. ومع ذلك يُحاجج نقاد دراسة مولين، بأنه ربما لم يكن هناك دراسات كافية متاحة أو مشمولة، والذي من المحتمل أن يكون قد شوه نتائجه وقدم له استنتاجًا غير دقيق.
ألقت دراسة أجراها قسطنطين سيديكي وجيفري إم. جاكسون، نظرة أخرى على دور القوة (ق) وضمن حدود نظرية التأثير الاجتماعي. أجريت تلك الدراسة في بيت الطيور في حديقة الحيوان. ارتدى المجرب في أحد السيناريوهات لبس حارس الطيور وتحرك إلى داخل بيت الطيور وأخبر الزوار بأن الميل على السور أمرًا محظورًا. واعتبر ذلك سيناريو مرتفع القوة (ق) بسبب السلطة التي يمتلكها الحارس وهو موجود في حديقة الحيوان. يتضمن السيناريو الآخر المجرب وقد ارتدى ملابس عادية وخاطب الزوال بنفس الرسالة. أظهرت نتائج الدراسة أن الزوار استجابوا بشكل أفضل لسيناريو القوة المرتفعة، مع ميل عدد أقل من الأفراد على السور بعد أن أخبرهم حارس الحديقة بعد القيام بذلك. اختبرت الدراسة أيضًا التأثير الذي تفعله الفورية على الأثر الاجتماعي. وتحقق ذلك عن طريق قياس حدوث الميل على السور سواء بشكل فوري بعد استلام الرسالة أو في مرحلة لاحقة من الوقت. وأظهرت النتائج أن الفورية لعبت دورًا في تحديد التأثير الاجتماعي نظرًا لأنه كان هناك عددًا أقل من الناس يميلون على السور بعد الرسالة بشكل فوري. دُرس الزوار في بيت الطيور بوصفهم أعضاءً في المجموعة التي أتت مع تحديد كيف يؤثر عدد الأهداف على سلوكها. وامتد حجم المجموعة من 1 إلى 6 وأظهرت النتائج أن هؤلاء الموجودين في مجموعات أكبر، كانوا أقل عرضة للامتثال لرسالة المجرب، عن هؤلاء الموجودين في المجموعات الأصغر. تدعم كل تلك النتائج، متغيرات نظرية التأثير الاجتماعي لدى لاتانيه.